# Procambarus nueces
Procambarus nueces är en sötvattenlevande kräfta som lever endemiskt i USA.